# Hans-Henning Grünwald
Hans-Henning Grünwald (* 22. Februar 1939 in Berlin; † 9. August 2020 in Speyer) war ein deutscher Verwaltungsbeamter und Politiker (CDU).

## Leben
Grünwald besuchte das Gymnasium und studierte nach dem Abitur Rechtswissenschaften in Mainz. Seit dem Sommersemester 1959 war er Mitglied der Jenaischen Burschenschaft Arminia auf dem Burgkeller zu Mainz. Zu einem Zeitpunkt nach 2007 trat er aus dem Altherrenverein der Burschenschaft aus.
Er wurde 1968 Beamter beim Land Rheinland-Pfalz, 1970 beim Kreis Ludwigshafen und danach bei der Bezirksregierung Rheinhessen-Pfalz. Zuletzt war er Leitender Regierungsdirektor.

## Politik
Grünwald war von 1977 bis 1991 Kreisvorsitzender der CDU Speyer. Dem dortigen Stadtrat gehörte er von 1974 bis 1988 an, davon zehn Jahre lang als Fraktionsvorsitzender. Von 1974 bis 1979 amtierte er als ehrenamtlicher Beigeordneter der Stadt Speyer.
1987 kandidierte er für den elften Landtag Rheinland-Pfalz. Am 6. Dezember 1988 rückte er für Bernhard Vogel in den Landtag nach, dem er bis zum Ende der Wahlperiode 1991 angehörte. Im Landtag war er Mitglied im Rechtsausschuss sowie den Untersuchungsausschüssen „AKW Mülheim-Kärlich“, „Spielbankkonzessionen und Rundfunklizenzen“ und „Firma Pieroth“.
Er war Mitglied im Verwaltungsrat der Kreis- und Stadtsparkasse Speyer.